# Khúc côn cầu trên cỏ tại Thế vận hội Mùa hè 2016 – Vòng loại Nam
Vòng loại nam môn Khúc côn cầu trên cỏ tại Thế vận hội Mùa hè 2016 diễn ra từ tháng 9 năm 2014 tới tháng 10 năm 2015. Có ba phương thức loại, lần lượt là tư cách chủ nhà, giải vô địch châu lục, và bán kết FIH Hockey World League 2014-15. Số suất dự vòng chung kết Thế vận hội 2016 là 12.

## Các đội vượt qua vòng loại
| Ngày                           | Sự kiện                                             | Địa điểm                | Vượt qua vòng loại |
| ------------------------------ | --------------------------------------------------- | ----------------------- | ------------------ |
| 20 tháng 9 – 2 tháng 10, 2014  | Đại hội Thể thao châu Á 2014                        | Incheon, Hàn Quốc       | Ấn Độ              |
| 3–14 tháng 6, 2015             | Bán kết Giải khúc côn cầu FIH thế giới 2014-15      | Buenos Aires, Argentina | Đức                |
| 3–14 tháng 6, 2015             | Bán kết Giải khúc côn cầu FIH thế giới 2014-15      | Buenos Aires, Argentina | Canada             |
| 3–14 tháng 6, 2015             | Bán kết Giải khúc côn cầu FIH thế giới 2014-15      | Buenos Aires, Argentina | Tây Ban Nha        |
| 3–14 tháng 6, 2015             | Bán kết Giải khúc côn cầu FIH thế giới 2014-15      | Buenos Aires, Argentina | New Zealand        |
| 20 tháng 6 – 5 tháng 7, 2015   | Bán kết Giải khúc côn cầu FIH thế giới 2014-15      | Antwerp, Bỉ             | Bỉ                 |
| 20 tháng 6 – 5 tháng 7, 2015   | Bán kết Giải khúc côn cầu FIH thế giới 2014-15      | Antwerp, Bỉ             | Anh Quốc           |
| 20 tháng 6 – 5 tháng 7, 2015   | Bán kết Giải khúc côn cầu FIH thế giới 2014-15      | Antwerp, Bỉ             | Ireland            |
| 21 tháng 7, 2015               | Chủ nhà                                             | Toronto, Canada         | Brasil             |
| 14–25 tháng 7, 2015            | Đại hội Thể thao Liên châu Mỹ 2015                  | Toronto, Canada         | Argentina          |
| 21–29 tháng 8, 2015            | Giải vô địch khúc côn cầu các quốc gia châu Âu 2015 | Luân Đôn, Anh           | Hà Lan             |
| 21–25 tháng 10, 2015           | Cúp châu Đại Dương 2015                             | Stratford, New Zealand  | Úc                 |
| 23 tháng 10 – 1 tháng 11, 2015 | Giải đấu vòng loại châu Phi 2015                    | Randburg, Nam Phi       | —1                 |
| Tổng cộng                      | Tổng cộng                                           | Tổng cộng               | 12                 |

^1  – Nam Phi giành suất của châu Phi tuy nhiên Ủy ban Olympic và Liên đoàn thể thao Nam Phi (SASCOC) cùng Hiệp hội khúc côn cầu Nam Phi (SAHA) đã đi đến thỏa thuận về các tiêu chí loại đối với Thế vận hội Rio 2016 rằng Vòng loại châu Phi là chưa đủ và đội sẽ không tham gia giải. Do đó, New Zealand, đội chưa vượt qua vòng loại có xếp hạng cao nhất tại bán kết Giải khúc côn cầu nam FIH thế giới 2014-15 sẽ thế chân.

## Chủ nhà
Với mỗi nhà vô địch ở các châu lục sẽ nhận được một suất tham dự cùng với nước chủ nhà Brasil, trong khi sáu suất còn lại sẽ được quyết định tại FIH Hockey World League 2014–2015. Với tư cách là quốc gia chủ nhà, Brazil đã đảm bảo có suất dự tuyển nếu đáp ứng các tiêu chí về mặt thành tích do FIH đặt ra: đội nam phải đạt được thứ hạng bằng hoặc cao hơn thứ hạng thứ 30 trên bảng xếp hạng thế giới vào cuối năm 2014 hoặc không về đích ở vị trí thấp hơn thứ hạng sáu tại Đại hội Thể thao Toàn châu Mỹ 2015.
- Brasil vượt qua vòng loại bằng cách về thứ tư tại Đại hội Thể thao Toàn châu Mỹ 2015

## Các giải đấu vòng loại
|  | Giành vé dự Thế vận hội Mùa hè 2016 |

### Châu Phi
| Xếp hạng | Đội      |
| -------- | -------- |
| 1        | Nam Phi  |
| 2        | Ai Cập   |
| 3        | Kenya    |
| 4        | Ghana    |
| 5        | Nigeria  |
| 6        | Zimbabwe |
| 7        | Namibia  |
| 8        | Tanzania |
| 8        | Botswana |

### Châu Mỹ
| Xếp hạng | Đội                |
| -------- | ------------------ |
| 1        | Argentina          |
| 2        | Canada             |
| 3        | Chile              |
| 4        | Brasil             |
| 5        | Hoa Kỳ             |
| 6        | México             |
| 7        | Trinidad và Tobago |
| 8        | Cuba               |

### Châu Á
| Xếp hạng | Đội        |
| -------- | ---------- |
| 1        | Ấn Độ      |
| 2        | Pakistan   |
| 3        | Hàn Quốc   |
| 4        | Malaysia   |
| 5        | Trung Quốc |
| 6        | Nhật Bản   |
| 7        | Oman       |
| 8        | Bangladesh |
| 9        | Sri Lanka  |
| 10       | Singapore  |

### Châu Âu
| Xếp hạng | Đội                             |
| -------- | ------------------------------- |
|          | Hà Lan                          |
|          | Đức                             |
|          | Ireland                         |
| 4        | Anh                             |
| 5        | Bỉ                              |
| 6        | Bản mẫu:Country data Tây Ban ha |
| 7        | Pháp                            |
| 8        | Nga                             |

### Châu Đại Dương
| Xếp hạng | Đội         |
| -------- | ----------- |
|          | Úc          |
|          | New Zealand |
|          | Fiji        |
| 4        | Samoa       |

## Bán kết World League 2014-15
|  | Giành vé tham dự Thế vận hội Mùa hè 2016 |

| Thứ hạng | Buenos Aires | Antwerp    |
| -------- | ------------ | ---------- |
| 1        | Đức          | Úc         |
| 2        | Argentina    | Bỉ         |
| 3        | Hà Lan       | Anh Quốc   |
| 4        | Canada       | Ấn Độ      |
| 5        | Tây Ban Nha  | Ireland    |
| 6        | New Zealand  | Malaysia   |
| 7        | Hàn Quốc     | Pháp       |
| 8        | Nhật Bản     | Pakistan   |
| 9        | Ai Cập       | Ba Lan     |
| 10       | Áo           | Trung Quốc |